# السيد كاف (فلم)
السيد كاف فيلم مصري للمخرج صلاح أبوسيف عام 1994، وهو آخر أفلام أبوسيف (1915 - 1996). البطولة لسناء جميل وعبد المنعم مدبولي وأنوشكا. كتب أبوسيف في بداية الفيلم: «هذا الفيلم تخريفة أخرى من تخاريف المخرجين، فإذا لم يعجبكم، فأرجو أن تشاهدوه مرة أخرى، وإذا أعجبكم أرجو أن تشاهدوه مرة ثانية».

## عن المخرج
صلاح أبوسيف كان المخرج رقم واحد في مصر، كان يسأل دائمًا عن أعلى أجر لمخرج في السينما ويطلب أكثر منه بعشرة جنيهات حتى يظل رقم واحد في الأجر كذلك، وحصل على ميدالية الريادة من وزارة الإعلام، وعلى وسام الفنون 1963، وجائزة أحسن مخرج من الدولة عن أفلام (شباب امرأة/ هذا هو الحب/ بداية ونهاية/ حمام الملاطيلي)، وجائزة أحسن مخرج من الجامعة العربية عن أفلام (القاهرة 30/ السقا مات/ بين السماء والأرض)، والجائزة العالمية «عصا شارلي شابلن الذهبية» بسويسرا عام 1968، وحصل على وسام العلوم والفنون من الطبقة الأولى عام 1990. مثّل المخرج صلاح أبوسيف مصر في العديد من المؤتمرات الدولية وتم تكريمه في مهرجانات متنوعة مثل مهرجانات باريس، فيينا، ميونخ، جنيف، ورتردام، لوزان، بوادبست، طولون، نانت. كما حصل على العديد من الميداليات في عدد كبير من الدول الأوروبية. توفي المخرج صلاح أبوسيف في الثاني والعشرين من يونيو عام 1996، عن عمر ناهز 81 عامًا ليغادر دنيانا تاركًا إرثًا فنيًا كبيرًا.

## طاقم التمثيل
- سناء جميل: في دور قسمت

- عبد المنعم مدبولي: في دور دكتور كامل

- أنوشكا: في دور ليلى

- أشرف سيف: في دور فؤاد

- عادل أمين: في دور قدري

- حسن حسين: في دور فتح الله الطباخ

- أحمد خميس: في دور الحاج أبو العلا والد ليلى

- شعبان حسين: في دور دسوقي السائق

- مجدي صبحي: في دور الضابط

- زينب وهبي: في دور نعمة

- محب كاسر: في دور حارس الفيللا

- حمدي السخاوي: في دور صابر السفرجي

- ليلى جمال: في دور عنايات

- نبيل الهواري: في دور رامبو

- لاشينة لاشين: في دور سوزي

- نصر سيف: في دور خاطف الكلب

- سمير الملا: في دور الطبيب البيطري

- أحمد عقل: في دور الطبيب النفسي

- محمد الشويحي: في دور شاعر الأغاني

- بالإشتراك مع:  صلاح الحسيني ومهدي عباس وموسى موسى والوجه الجديد محمد محمود.[4]

## أحداث الفيلم
تتحرك سيارة إسعاف في شوارع القاهرة لتصل إلى بيت السيدة الثرية قسمت (سناء جميل)، ليقوم فريق الإسعاف المكون من ثلاثة أطباء بالكشف على «سنسن»، ويعاونهم الدكتور المخترع كامل (عبد المنعم مدبولي) وهو شقيق الراحل زوج الثرية قسمت الذي ترك ثروته كلها للزوجة ولم يخص بها أحد من أقاربه الذين تحولول للعمل في بيت قسمت كخدم لها. يوقع الأطباء الكشف على سنسن (الكلب المدلل للسيدة قسمت) ليوضحوا إصابته بعسر الهضم وسوء حالته النفسية. يقدم السكرتير قدري النصيحة للسيدة قسمت بضرورة زواجها من رجل قوي لحمايتها من الأقارب اللصوص، ولكنها ترفض لعدم رغبتها في أن يشعر كلبها سنسن بمشاركة أحد الرجال في قلبها. تغني المربية ليلى (أنوشكا) للكلب سنسن لتهدئة أعصابه، التي تحب ابن شقيق الراحل وهو الشاب فؤاد (أشرف سيف) طالب معهد الكونسرفتوار. تتهم قسمت الخدم بعدم الحفاظ على سنسن وتعين حارس خاص له وهو الضخم رامبو (نبيل الهواري). تبدأ قسمت في البحث عن زوجة للكلب سنسن، ويقع الإختيار على الكلبة لوسي. يطلب فؤاد من زوجة عمه قسمت، الموافقة على زواجه من المربية ليلى ولكنها ترفض. يختفي سنسن ويعتقد الجميع أنه خطف، وتنشر السيدة قسمت بالصحف أعلان مكافأة لمن يجد سنسن. يتقدم الكثير من الناس لنيل المكافأة وتقديم كلاب للسيدة، وتكتشف إنهم مزورين. تهاجم الشرطة بيت كامل وولده فؤاد للقبض عليهم بتهمة خطف سنسن، لكم الخاطف يتصل بالسيدة قسمت لإرجاع الكلب مقابل فدية كبيرة. يتم القبض على الخاطف ويعترف أن السكرتير قدري هو من دبر الخطف. تعود السيدة قسمت إلى بيتها وتتمدد في فراشها وبجوارها الكلب سنسن وحقيبة نقود الفدية مفتوحة على الأرض، وتشعر بالوحدة بعد أن تركها الجميع.

## استقبال الفيلم
قال الناقد طارق الشناوي لموقع مصرس (موقع مصري يقدم خدمة تجميع مقالات من صحف مختلفة): «في عام 1992 كان صلاح أبو سيف إنتهى من إخرج فيلم السيد كاف وقام بدعوتى أنا والناقد كمال رمزى لمشاهدة الفيلم في مبنى التليفزيون المصري حيث كان الفيلم من إنتاج التليفزيون ووقتها كانت لدى سيارة فيات 127 قمت بوضعها في ميدان التحرير وذهبت إلى التليفزيون مشيا وعندما شاهدت الفيلم لم أتكلم وسألنى أنت معاك عربية قلت له لأ فطلب منى أن أمشي معه إلى منزله بعابدين وبالفعل مشينا وطيلة هذه المدة تحدثنا في أشياء كثيرة ولكنى لم أتحدث عن الفيلم نهائيا وهو لم يسألنى الحقيقة، بعد ذلك بفترة سألوا صلاح أبو سيف لماذا توقفت عن الإخراج فقال لهم لأنى دعيت فلان وفلان ولم ينطقا بأي كلمة بعد مشاهدتهم للفيلم».

## وصلات خارجية
- السيد كاف (فيلم 1994)